# Labriformes
Labriformes là một bộ cá vây tia trong đó bao gồm các loại cá bàng chài, và cá mó, trong nhánh Percomorpha. Một số nhà nghiên cứu định danh phân bộ Labrodei trong bộ Perciformes, gồm nhiều họ trong bộ Labriformes, chẳng hạn như các loài cá hoàng đế và cá thia biển. Tuy nhiên, trong phiên bản 5 của Fishes of the World chỉ xếp 3 họ vào bộ Labriformes, với 87 chi và khoảng 630 loài.

## Các họ
Ba họ sau được phân loại trong Labriformes:  
- Labridae Cuvier, 1816
- Odacidae Günther 1861
- Scaridae Rafinesque, 1810